# Hôpital du parc
L'hôpital du parc (en finnois : Puistosairaala) anciennement clinique pour enfants (en finnois : Lastenklinikka) est un hôpital  situé à Meilahti à Helsinki en Finlande.
L'hôpital fait partie du district hospitalier d'Helsinki et de l'Uusimaa (HUS).

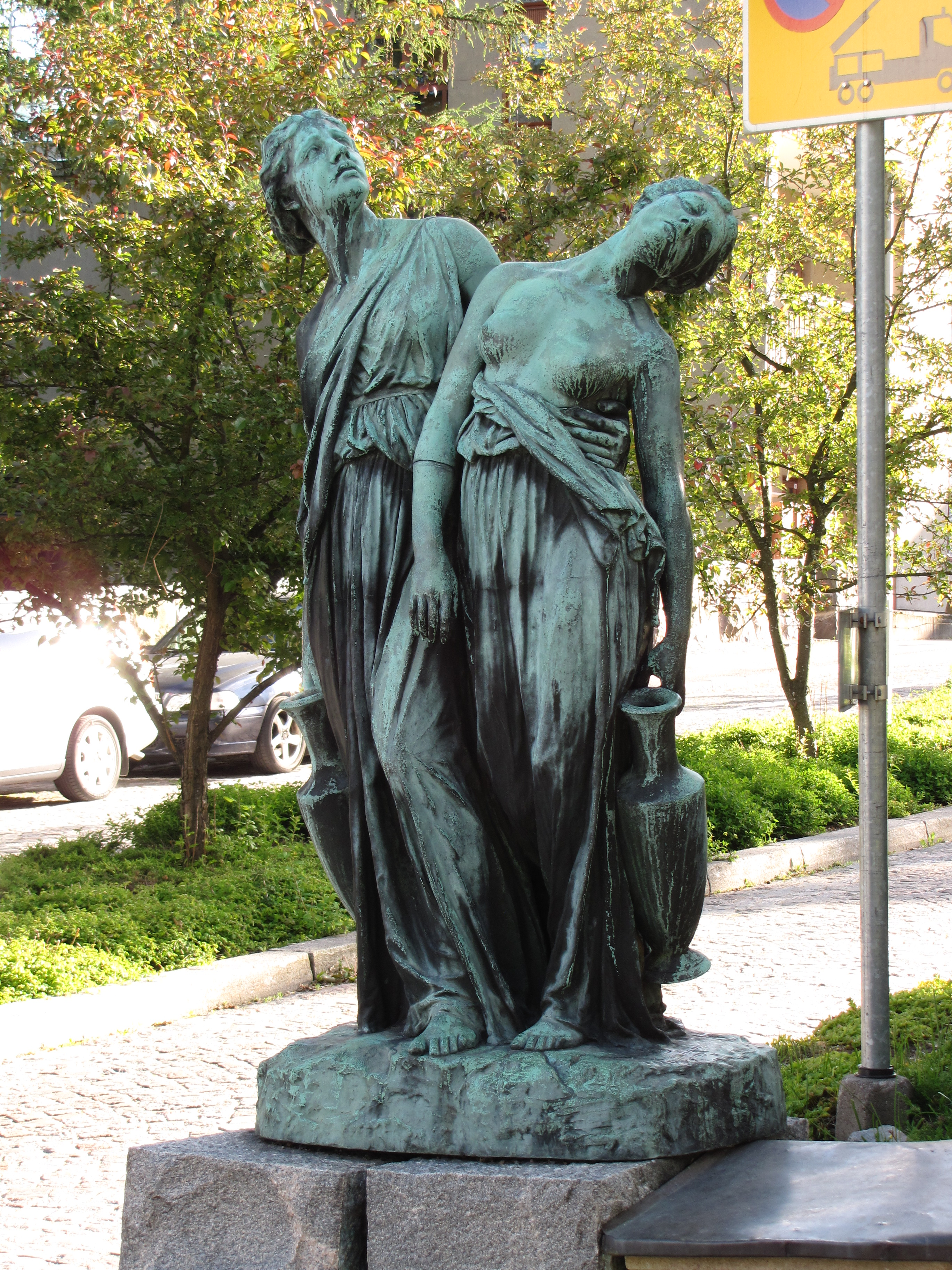
Les Danaïdes par Walter Runeberg.

## Transformation
En septembre 2018, les activités de la clinique pour enfants ont toutes été transférées au nouvel hôpital pour enfants.
Après les travaux de réhabilitation des locaux, un hôpital chirurgical pour adultes nommé  hôpital du parc doit ouvrir en 2021.

## Situation géographique
Dans le même quartier se trouvent la tour hospitalière de Meilahti, l'hôpital d'Haartman, la clinique de gynécologie, l'hôpital triangulaire de Meilahti, l'hôpital des yeux et des oreilles, la clinique d'oncologie, l'hôpital pour enfants et des bâtiments de la faculté de médecine de l'université d'Helsinki.